# Новосафарово (Мишкинский район)
Новосафарово (баш. Яңы Сафар) — деревня в Мишкинском районе Башкортостана, входит в состав Урьядинского сельсовета. 

## Население
| 2002 | 2009 | 2010 |
| ---- | ---- | ---- |
| 34   | ↘32  | ↘21  |

Национальный состав
Согласно переписи 2002 года, преобладающая национальность — татары (94 %).

## Географическое положение
Расстояние до:
- районного центра (Мишкино): 24 км,
- центра сельсовета (Урьяды): 8 км,
- ближайшей ж/д станции (Загородная): 148 км.

## Известные уроженцы
- Актуганов, Махмут Сафиевич (25 декабря 1924 — 24 января 1971) — участник Великой Отечественной войны, гвардии младший сержант, Герой Советского Союза (1944)[5][6].
- Чикаев, Хаернас Ильясович (16 июня 1925 — 27 июля 2012) — токарь Уфимского моторостроительного завода, Герой Социалистического Труда (1980)[7][8].